# Lenguas munda

Detalle de localización geográifica de las lenguas munda.

Las lenguas munda son una familia de lenguas habladas en el este de la India. Son habladas por unos 9 millones de personas en el centro-este y centro de la India. Las lenguas más conocidas del grupo son el mundarí y el santalí.
La mayoría de los lingüistas clasifican el grupo junto con las lenguas mon-jemer del sudeste asiático dentro de la familia austroasiática. Los orígenes de las lenguas munda no se conocen con seguridad; la opinión más extendida es que son las lenguas autóctonas del este de la India.
Algunos estudiosos dividen la familia en dos subfamilias: la septentrional, hablada en la meseta de Chota Nagpur de Jharkhand, Bengala y Orissa, y la meridional, hablada en Orissa y a lo largo de la frontera con Andhra Pradesh. La subfamilia meridional se divide en un grupo central y otro koraput munda. La clasificación todavía es controvertida.
La subfamilia septentrional (cuya lengua más importante es el santalí) es la más importante de las dos; sus lenguas son habladas por el 90% de los hablantes munda. Tras el santalí, el mundarí y el ho son las próximas en número de hablantes, seguidas por el corcú y el sora. Las demás lenguas munda son habladas por grupos de personas pequeños y aislados y son relativamente desconocidas.
Como características principales de las lenguas munda hay que mencionar que posee tres números (singular, dual y plural), dos géneros (animado e inanimado) para los sustantivos y el uso de sufijos o auxiliares para indicar los tiempos verbales. En el sistema de sonidos munda son infrecuentes las secuencias de consonantes, a excepción del medio de la palabra. Con la excepción del corcú, en el que las sílabas muestran diferencias según se pronuncien con tono alto o bajo, el acento es predecible.
Elementos de lenguas munda han tenido influencia en otras lenguas de la India, como el sánscrito y las lenguas drávidas.

## Clasificación
- Lenguas munda septentrionales
  - Lenguas jerwari
    - Idioma agaria
    - Idioma bijori
    - Idioma koraku
    - Lenguas mundarí 
      - Idioma asuri
      - Idioma birhor
      - Idioma ho
      - Idioma korwa
      - Idioma mundarí

    - Lenguas santalí
      - Idioma mahali (hablado en Bihar, Orissa y Bengala por unos 3.000.000 personas)
      - Idioma santali (hablado en Bihar, Orissa, Bengala y Assam por unos 2.812.000 personas)
      - Idioma turi

  - Idioma corcú (Korku en inglés; hablado en Madhya Pradesh por unas 175.000 personas)
- Lenguas munda meridionales
  - Lenguas jariá-yuango
    - Idioma jariá (Kharia en inglés; hablado en Bihar, Orissa, Bengala, Assam, Islas Andamanesas y Nicobares por unas 160.000 personas)
    - Idioma yuango (Juang en inglés)

  - Lenguas munda koraput
    - Lenguas gutob-remo-geta
      - Idioma gata
      - Idioma bondo
      - Idioma bodo gadaba

    - Lenguas sora-juray-gorumo
      - Idioma parenga
      - Idioma sora (hablado en Orissa y Assam por unas 360.000 personas)
      - Idioma juray
      - Idioma lodhi

## Comparación léxica
Los numerales comparados de diferentes lenguas munda son:
| GLOSA | Kherwari   | Mundari | Mundari  | Mundari | Santali         | Santali       | Korku | PROTO- MUNDA SEPTENTRIONAL |
| GLOSA | Kodaku     | Ho      | Korwa    | Mundari | Mahali- Santali | Turi          | Korku | PROTO- MUNDA SEPTENTRIONAL |
| ----- | ---------- | ------- | -------- | ------- | --------------- | ------------- | ----- | -------------------------- |
| 1     | miyaʈaŋ    | miɖ     | miʈoŋ    | miyad   | mitˀ            | miadˀ         | miɲa  | *miyad-                    |
| 2     | barʈaŋ     | bar     | barʈoŋ   | baria   | bar             | baria         | bari  | *bar-                      |
| 3     | peʈaŋ      | apeː    | peiʈoŋ   | apiya   | pɛ              | pea           | apʰai | *(a-)pai-                  |
| 4     | (ʧargoʈaŋ) | upun    | (ʧarʈoŋ) | upuniya | pon             | punia         | apʰun | *(a-)pun-                  |
| 5     | (pãʧgoʈaŋ) | moe     | (pãʧʈoŋ) | monreya | mɔ̃ɽɛ̃            | miadˀti       | monoe | *monre                     |
| 6     | (ʧʰegoʈaŋ) | turui   | (ʧʰoʈoŋ) | turia   | turui           | miadˀti miadˀ | turui | *turui                     |
| 7     | (sat̪goʈaŋ) | ai      | (sat̪ʈoŋ) | eya     | eae             | miadˀti baria | ei    | *ai                        |
| 8     | (aʈʰgoʈaŋ) | iril    | (aʈʰʈoŋ) | iriliya | irəl            | miadˀti pea   | ilar  | *irəl                      |
| 9     | (nɔgoʈaŋ)  | areː    | (nɔʈoŋ)  | ereya   | arɛ             | miadˀti punia | arei  | *arei                      |
| 10    | (d̪ʌsgoʈaŋ) | gel     | (d̪ʌsʈoŋ) | geleya  | ɡɛl             | baranti       | gel   | *gel                       |
| GLOSA | Kherwari    | Kharia-Juang | Kharia-Juang | Gutob-Remo  | Gutob-Remo | Sora-Gorum      | Sora-Gorum | PROTO- MUNDA MERIDIONAL |
| GLOSA | Juang       | Kharia       | Bondo (Remo) | Bodo gadaba | Geta'      | Parengi (Gorum) | Sora       | PROTO- MUNDA MERIDIONAL |
| ----- | ----------- | ------------ | ------------ | ----------- | ---------- | --------------- | ---------- | ----------------------- |
| 1     | mũito       | mõɲ          | muyũ         | muyro       | muiŋ       | boˀɟ            | -muy       | *mui(ŋ)-                |
| 2     | ɔmbato      | ubar         | mbaru        | umbar       | mbar       | baɡ             | bɑr-       | *(m-)bar                |
| 3     | egota       | uafe         | iʔŋge        | (t̪in)       | ɲyi        | yaɡ             | yɑɡi/ er-  | *hai-                   |
| 4     | gandami     | eafɔn        | uʔu          | (sar)       | õ          | unɡi            | unɟi       | *hũn-                   |
| 5     | (panʧɔgotā) | mɔlɔy        | moloi        | (pãs)       | malʷe      | monloy          | mɔnlɔy     | *monloi                 |
| 6     | (ʧʰɔgotā)   | tibru        | t̪iʔiri       | (so)        | tur        | turɡi           | tuɖru      | *tuɖru-                 |
| 7     | (satɔgotā)  | tʰam         | giʔ          | (sat̪)       | gul        | ɡulɡi           | ɡulɟi      | *gul-                   |
| 8     | (athəgotā)  | tʰɔm         | ʈomam        | (aʈ)        | tma        | tamɡi           | tɑmɟi      | *tam-                   |
| 9     | (nɔɔgotā)   | tʰɔmsiŋ      | (no)         | (no)        | sontiŋ     | timɡi           | tinɟi      | *tin-                   |
| 10    | (dɔsɔgotā)  | gʰɔl         | (d̪os)        | (d̪os)       | ɡʷa        | ɡalɡi           | ɡəlɟi      | *ɡəl                    |
Los términos entre paréntesis proceden de préstamos léxicos provenientes de lenguas indoarias orientales.